# Тагиев: Нефть (фильм)
Тагиев: Нефть — художественный фильм о жизни и деятельности азербайджанского мецената Гаджи Зейналабдина Тагиева.

## Содержание
Тагиев: Нефть — первая часть четырехсерийного фильма «Тагиев», посвященного истории жизни великого  миллионера и мецената Гаджи Зейналабдина Тагиева. Фильм затрагивает важные исторические события, произошедшие в Баку и различных регионах Азербайджана в конце XIX — начале XX веков. Поводом для создания в 2024 году этого значимого с точки зрения изучения данного периода истории Азербайджана и пропаганды национальных ценностей четырехсерийного сериала стала дата 100-летия со дня смерти мецената Гаджи Зейналабдина Тагиева. Фильм охватывает различные периоды жизни Тагиева. Родившийся в семье сапожника в Баку, Тагиев впоследствии оказал большие услуги азербайджанскому народу, став миллионером. В сценарии подробно описываются трудности, с которыми он столкнулся в своей жизни, принятые им решения, поддержка, которую он оказывал людям, а также шаги, которые он предпринимал в сфере образования. Благодаря этому фильму зрители имеют возможность ознакомиться с социально-экономическим и культурным ландшафтом периода, в котором жил Тагиев.
В фильме рассказывается о вкладе Гаджи Зейналабдина Тагиева в развитие нефтяной промышленности Азербайджана и формирование инфраструктуры города Баку, о роли Тагиева в создании школ, в частности первой школы для обучения девочек на мусульманском Востоке и тд.
Цель фильма — более глубоко изучить деятельность Гаджи Зейналабдина и продемонстрировать его роль в истории Азербайджана.

## О фильме
4 апреля 2024 г. в Центре Гейдара Алиева состоялась премьера художественного фильма «Тагиев: Нефть»
Благодаря своей масштабности съемки фильма считаются важным событием в истории азербайджанского кинематографа. Сценарий снимался в 76 различных локациях, в массовых сценах было задействовано более 2500 творческих личностей. Для реалистичного представления исторических сцен было создано более 300 декораций. Для детального отображения периода жизни Гаджи Зейналабдина Тагиева была создана специальная швейная мастерская, изготовлены многочисленные образцы одежды, аксессуаров, ювелирных изделий и специальные реквизиты.
Художественный фильм был снят Бакинским Медиа Центром при поддержке Фонда Гейдара Алиева, Министерства культуры Азербайджана и Агентства кино.

## Съемочная группа
Главный продюсер фильма — Арзу Алиева, продюсер — Орман Алиев, режиссер — Заур Гасымлы, авторы сценария — Исмаил Иман, Асиф Исгандерли и Заур Гасымлы, оператор — Владимир Артемьев, художник — Сабухи Атабабаев, художник по костюмам — Вусал Рагим, композитор — Этибар Асадлы. Исторических персонажей в фильме сыграли известные актеры. Главную роль исполняет народный артист Парвиз Мамедрзаев, исполняющий роль Гаджи Зейналабдина Тагиева. Других исторических персонажей сыграл большой профессиональный актерский состав, в том числе народный артист Гурбан Исмаилов, Мамед Сафа, заслуженные артисты Расим Джафар, Эльшан Рустамов и Натаван Гаджиева. Участие этой творческой группы внесло значительный вклад в высокий уровень мастерства фильма и его основу — исторический реализм.